# Elisabeth Schweeger
Elisabeth Schweeger (*  24. März 1954 in Wien) ist eine österreichische Literaturwissenschaftlerin, Kulturmanagerin und Intendantin.

## Werdegang
Elisabeth Schweeger wurde 1954 in Wien geboren. Sie besuchte von 1960 bis 1973 das Lycée Français de Vienne und studierte nach der Matura Vergleichende Literaturwissenschaften, Philosophie, Romanistik und Germanistik in Innsbruck, Wien und Paris. Als Journalistin arbeitete sie bei der Zeitschrift Falter und war gemeinsam mit Peter Noever Mitherausgeberin der Architekturzeitschrift Umriss.
Nach Tätigkeiten als Dramaturgin in Bremen, München und Wien war sie von 1983 bis 1992 Dozentin an der Hochschule für Angewandte Kunst und an der Akademie der bildenden Künste Wien und unterrichtete die Meisterklasse Bühnenbild. Schweeger war 2007 außerdem Gast-Professorin an der Facoltà di Design e Arti della IUAV in Venedig.
Elisabeth Schweegers Engagement als Kuratorin umfasste unter anderem die Documenta 87, Ars Electronica 1988, eine Ausstellung in der Schirn Kunsthalle Frankfurt 1989, die Kulturhauptstadt Europas in Berlin. 2001 war sie Kommissärin für den österreichischen Pavillon bei der Biennale in Venedig. Zwischen 1988 und 1992 war sie für die Reorganisation und Leitung des Ausstellungswesens an der Akademie der Bildenden Künste Wien verantwortlich. Von 1993 bis 2001 übernahm sie die Künstlerische Leitung des Marstall und war Chefdramaturgin am Bayerischen Staatsschauspiel in München, wo sie 1999 den Theaterpreis der Landeshauptstadt München erhielt. Von 2001 bis 2009 war sie Intendantin des Schauspiel Frankfurt. Anschließend übernahm sie von 2009 bis 2015 die Intendanz der KunstFestSpiele Herrenhausen in Hannover. 2018 war sie Kuratorin von DonauArt – ein Kulturprojekt in der Landesgalerie Linz und beim Kunstprojekt Höhenrausch 2018. Sie kuratierte gemeinsam mit Genoveva Rückert und Martin Sturm die Ausstellung Das  andere Ufer im Offenen Kulturhaus Oberösterreich.
Elisabeth Schweeger ist Mitglied in nationalen und internationalen Jurien und Netzwerken (u. a. in mitos21, E:UTSA, Kunststiftung NRW und Kunststiftung BW).
Von September 2014 bis Ende März 2022 war Elisabeth Schweeger künstlerische Leiterin und Geschäftsführerin der Akademie für Darstellende Kunst in Ludwigsburg. Im November 2021 übernahm sie die künstlerische Leitung der Kulturhauptstadt Europas Bad Ischl Salzkammergut 2024.

## Werke
- „Wiener Architekturgespräche – Gespräche aus der Wiener Architekturzeitschrift Umriss zwischen 1982 und 1991“, Peter Noever, Hrsg. Elisabeth Schweeger, Verlag Ernst & Sohn, Berlin 1991.
- „Räumungen. Von der Unverschämtheit, Theater für ein Medium der Zukunft zu halten“, Ralph Hammerthaler und Elisabeth Schweeger, Alexander Verlag, Berlin 2000.
- „Simulation und Illusion – Begegnung mit der Realität“, hrsg. von Stefan Igelhaut und Elisabeth Schweeger, mit Beiträgen von Jean Baudrillard, Timothy Druckrey, Gerhard Schlosser, Florian Rötzer, Peter Weibel, Peter Greenaway, Christaller, Sybille Krämer, Guilliaume Bijl, Humberto Maturana, Cantz Verlag, Ostfildern 1995.
- „Frankfurter Dialoge I-VIII“ – Philosophische Salons mit Jean-Luc Nancy, Klaus Theweleit, Herfried Münkler, Susan Neiman, Wolfgang Engler, Bernhard Waldenfels, Werner Hamacher, Martin Lüdtke, Belleville Verlag, München 2004 bis 2009, acht Bände
- „Fluchtpunktkunst“, Schauspiel Frankfurt, Elisabeth Schweeger (Hg.), Belleville Verlag, München 2006
- Elisabeth Schweeger: „Täuschung ist kein Spiel mehr“. Nachdenken über Theater. Verlag Theater der Zeit, Berlin 2008.
- „Interface. Kunst Stadt Theater“, Hrsg. von Elisabeth Schweeger und Leonore Leonardy, Verlag Moderne Kunst, Nürnberg 2010

## Medienberichte (Auswahl)
- Jörg Worat: Der Vorhang fällt / Eine Ära geht zu Ende: Dr. Elisabeth Schweeger, seit 2009 Intendantin der „KunstFestSpiele Herrenhausen“, bricht ihre Zelte in Hannover ab und leitet ab dem 1. September die Ludwigsburger Akademie für Darstellende Kunst Baden-Württemberg, in Eva Holtz (V. i. S. d. P., Red.): nobilis. Lebensart aus Hannover, 36. Jahrgang, Juni 2014, Hannover: Schlütersche Verlagsgesellschaft, 2014, ISSN 1437-6237, S. 46–49